# Mladen Mladenović
Mladen Mladenović (Fiume, 1964. szeptember 13. –) horvát válogatott labdarúgó.
A horvát válogatott tagjaként részt vett az 1996-os Európa-bajnokságon.

## Statisztika
| Horvát válogatott | Horvát válogatott | Horvát válogatott |
| Időszak           | Mérk.             | gól               |
| ----------------- | ----------------- | ----------------- |
| 1990              | 2                 | 0                 |
| 1991              | 1                 | 0                 |
| 1992              | 0                 | 0                 |
| 1993              | 1                 | 0                 |
| 1994              | 6                 | 2                 |
| 1995              | 5                 | 1                 |
| 1996              | 4                 | 0                 |
| Összesen          | 19                | 3                 |